# Bahnhof Offenbach-Bieber
Der Bahnhof Offenbach-Bieber ist ein Trennungsbahnhof in der hessischen Stadt Offenbach am Main im Stadtteil Bieber. Heute dient er ausschließlich dem S-Bahn-Verkehr.

## Geschichte
Der Bieberer Bahnhof wurde am 30. Oktober 1896 als ein Bahnhof der Rodgaubahn (Bahnstrecke Offenbach–Reinheim) eröffnet. Auf der Rodgaubahn verkehrt seit 2003 die S-Bahn-Linie S1 der S-Bahn Rhein-Main, bis Rödermark–Ober-Roden, wo Anschluss an die 1905 eröffnete Dreieichbahn nach Dieburg besteht.
Am 1. Dezember 1898 wurde die Bahnstrecke Offenbach-Bieber–Dietzenbach als Zweigstrecke der Rodgaubahn eröffnet. Zum 18. Juni 1982 wurde der Personenverkehr auf der Strecke eingestellt. Zum Fahrplanwechsel 2003/2004 am 14. Dezember 2003 wurde der S-Bahn-Betrieb aufgenommen und die Strecke Teil der S-Bahn-Linie S2 (Niedernhausen–Dietzenbach) der S-Bahn Rhein-Main.
Im Zuge des Ausbaus zur S-Bahn erfuhr der Bahnhof Spurplanänderungen; so wurden die Strecken zweigleisig ausgebaut und elektrifiziert. Die Zugänge zum Bahnhof wurden barrierefrei gestaltet. Der Bahnübergang im Zuge der Dietesheimer Straße wurde beseitigt und durch eine Unterführung ersetzt.

## Empfangsgebäude
Das Empfangsgebäude aus dem Jahr 1896 ist ein Kulturdenkmal nach dem Hessischen Denkmalschutzgesetz. Der zweigeschossige Backsteinbau befindet sich seit dem 30. Dezember 2009 in Privatbesitz, beim Verkauf gab es Streitigkeiten um den Denkmalstatus. Der Eigentümer lässt das Gebäude verfallen.

## Infrastruktur
Der Bahnhof verfügt über zwei Gleise mit Außenbahnsteigen. Die Strecken nach Ober-Roden und Dietzenbach verzweigen südlich des Bahnhofs höhengleich. Das mechanische Stellwerk wurde im Jahr 2000 außer Betrieb genommen.

## Betrieb

### Schienenverkehr
Der Bahnhof dient heute ausschließlich den S-Bahnen der Linien S1 und S2. Diese fahren nach Wiesbaden Hauptbahnhof bzw. Niedernhausen über den Frankfurter Hauptbahnhof. In der Gegenrichtung verkehrt die S1 über Obertshausen und den Rodgau nach Ober-Roden und die S2 nach Dietzenbach über Heusenstamm. Alle S-Bahnen verkehren in einem Grundtakt von 30 Minuten. Zur Hauptverkehrszeit wird dieser Grundtakt auf einen 15-Minuten-Takt verdichtet, wobei die S1 vereinzelt nur bis Frankfurt-Höchst bzw. Hochheim fährt.
| Linie | Verlauf | Takt                                       |
| ----- | --- | ------------------------------------------ |
| S1    | Wiesbaden Hbf – Wiesbaden Ost – Mainz-Kastel – Hochheim (Main) – Flörsheim (Main) – Eddersheim – Hattersheim (Main) – Frankfurt-Sindlingen – Frankfurt-Höchst Farbwerke – Frankfurt-Höchst – Frankfurt-Nied – Frankfurt-Griesheim – Frankfurt (Main) Hbf tief – Frankfurt (Main) Taunusanlage – Frankfurt (Main) Hauptwache – Frankfurt (Main) Konstablerwache – Frankfurt (Main) Ostendstraße – Frankfurt (Main) Mühlberg – Offenbach-Kaiserlei – Offenbach Ledermuseum – Offenbach Marktplatz – Offenbach (Main) Ost – Offenbach-Bieber – Offenbach-Waldhof – Obertshausen – Rodgau-Weiskirchen – Rodgau-Hainhausen – Rodgau-Jügesheim – Rodgau-Dudenhofen – Rodgau-Nieder-Roden – Rodgau-Rollwald – Rödermark-Ober Roden | 30 min 15 min (Hochheim–Rödermark zur HVZ) |
| S2    | Niedernhausen (Taunus) – Niederjosbach – Bremthal – Eppstein – Lorsbach – Hofheim (Taunus) – Kriftel – Frankfurt-Zeilsheim – Frankfurt-Höchst Farbwerke – Frankfurt-Höchst – Frankfurt-Nied – Frankfurt-Griesheim – Frankfurt (Main) Hbf tief – Frankfurt (Main) Taunusanlage – Frankfurt (Main) Hauptwache – Frankfurt (Main) Konstablerwache – Frankfurt (Main) Ostendstraße – Frankfurt (Main) Mühlberg – Offenbach-Kaiserlei – Offenbach Ledermuseum – Offenbach Marktplatz – Offenbach (Main) Ost – Offenbach-Bieber – Heusenstamm – Dietzenbach-Steinberg – Dietzenbach Mitte – Dietzenbach Bhf | 30 min 15 min (zur HVZ)                    |

### Busverkehr
- (S) Kaiserlei Westseite – Goethering – Nordend – Theater/Messe – (S) Marktplatz – Hauptbahnhof – Klinikum Offenbach – Lauterborn – Tempelsee – (S) OF-Bieber